# ولتهیم (وینترتور)
ولتهیم (وینترتور) (به لاتین: Veltheim (Winterthur)) یک سکونتگاه مسکونی در سوئیس است که در ایالت زوریخ واقع شده‌است.

## خصوصیات
ولتهیم ۲٫۲۹ کیلومترمربع مساحت و ۹٬۷۴۰ نفر جمعیت دارد.